# Rossioglossum
Rossioglossum é um género botânico pertencente à família das orquídeas (Orchidaceae).